# Nihil (альбом Impaled Nazarene)
| Оценки критиков     | Оценки критиков |
| Источник            | Оценка          |
| ------------------- | --------------- |
| Chronicles of Chaos | [ 1 ]           |
| Rock Hard           | [ 2 ]           |

Nihil — шестой полноформатный студийный альбом группы Impaled Nazarene, выпущенный в 2000 году лейблом Osmose Productions.

## Об альбоме

### Оформление
Созданием обложки занимался французский художник Жан-Паскаль Фурнье, в качестве вдохновения использовавший музыку альбома. Лирику художник читать не стал и поэтому, по словам, Мики Люттинена обложка не имеет ничего общего с содержанием текстов песен.

### Название
Название альбома с латинского языка можно перевести как ничто. Подобное наименование должно было отразить обстоятельства жизни вокалиста группы Мики Люттинена: самоубийство лучшего друга, смерть дяди и т. д.:

Я пришёл к выводу, что для того, чтобы выжить, надо сокрушить свою совесть, отмести в сторону все положительные эмоции и превратиться в бездушного зомби.

### Лирика
Лирика альбома должна была отразить негативные обстоятельства жизни вокалиста группы Мики Люттинена. В некоторой своей степени она также посвящена тому, что Армагеддона не будет.

### Запрет
В Германии продажа альбома несовершеннолетним официально запрещена, также его запретили выставлять на витрину. Из-за содержимого альбома сорвались несколько концертов группы, чему Люттинен был недоволен: «Кажется, кто-то что-то против нас имеет, к тому же, к сожалению, у кого-то нашлись полномочия отменить наши концерты».

## Список композиций
| №                   | Название                                 | Автор(ы)                      | Длительность |
| ------------------- | ---------------------------------------- | ----------------------------- | ------------ |
| 1.                  | «Cogito Ergo Sum»                        | Алекси Лайхо, Мика Луттинен   | 2:10         |
| 2.                  | «Human-Proof»                            | Рейма Келлокоски, Луттинен    | 4:38         |
| 3.                  | «Wrath of the Goat»                      | Келлокоски, Луттинен          | 1:22         |
| 4.                  | «Angel Rectums Still Bleed — The Sequel» | Ярно Анттила, Луттинен        | 2:42         |
| 5.                  | «Post Eclipse Era»                       | Келлокоски, Луттинен          | 4:21         |
| 6.                  | «Nothing is Sacred»                      | Келлокоски, Луттинен          | 2:19         |
| 7.                  | «Zero Tolerance»                         | Лайхо, Луттинен               | 1:52         |
| 8.                  | «Assault the Weak»                       | Анттила, Келлокоски, Луттинен | 3:49         |
| 9.                  | «How the Laughter Died»                  | Келлокоски, Луттинен          | 4:07         |
| 10.                 | «Nihil»                                  | Луттинен                      | 4:55         |
| Общая длительность: | Общая длительность:                      | Общая длительность:           | 32:15        |

## Участники записи
- Mika Luttinen[англ.] — вокал
- Jarno Anttila — гитара
- Alexi 'Wildchild' Laiho — гитара
- Jani Lehtosaari — бас
- Reima Kellokoski — ударные